# Giovanni Canestrini
Giovanni Canestrini, född 26 december 1835 i Revò i Nondalen, död 14 februari 1900 i Padua, var en italiensk zoolog.

## Biografi
Canestrini blev filosofie doktor vid Wiens universitet och blev professor i zoologi, anatomi och fysiologi vid Universitetet i Padua 1869. Han gav ut en mängd arbeten om bland annat fiskar, spindeldjur och funna människokranier.
Canestrini var en ivrig darwinist och översatte flera av Charles Darwins skrifter, samt utvecklade dennes åsikter i populärvetenskapliga arbeten som La teoria dell' evoluzione (1877) och La teoria di Darwin criticamente esposta (1880).
Flera arter är uppkallade efter Canestrini, däribland orange vägglocke (Opilio canestrinii).